# جورج موسه
جورج لاشمان موسه (بالإنجليزية: George Mosse)‏ (20 سبتمبر 1918 في برلين، ألمانيا–22 يناير 1999 في ماديسون، ويسكنسن، الولايات المتحدة) هو مؤرخ ألماني.ألف موسه أكثر من 25 كتابًا في موضوعات متنوعة.

## السيرة الذاتية
ولد موسه في برلين لعائلة ألمانية يهودية ثرية ومشهورة جدًا.جدة لامة هو رودولف موسه.

## وصلات خارجية
- موقع سلسلة «محاضرات موسه» في «جامعة هومبولدت في برلين» (باللغة الألمانية)